# Crabro
Genre
Crabro est un genre d'insectes hyménoptères de la famille des crabronidés. Il comprend les espèces suivantes en Europe :
- Crabro alpinus
- Crabro cribrarius
- Crabro ingricus
- Crabro korbi
- Crabro lapponicus
- Crabro Loewi
- Crabro maeklini
- Crabro malyshevi
- Crabro occultus
- Crabro peltarius
- Crabro peltatus
- Crabro pugillator
- Crabro scutellatus